# Ranna
Die Ranna ist ein nördlicher Nebenfluss der Donau in Niederbayern und im oberen Mühlviertel in Oberösterreich. Er bildet im Unterlauf das weitgehend unberührte Rannatal, ein Naturschutz- und Europaschutzgebiet.

## Name
Der Name stammt wahrscheinlich vom althochdeutschen *Rahinaha, einer Zusammensetzung aus dem Personennamen Raho und dem Hydronym -aha.

## Lauf und Landschaft
Die Ranna entspringt im Bayerischen Wald, südöstlich von Sonnen, und fließt dann durchwegs südwärts. Nordöstlich von Obernzell passiert der Fluss den Ort Wildenranna.
Die Landesgrenze zu Österreich überquert der Fluss in einem künstlich angelegten Badesee, dem Rannasee, mit einer Fläche von 20 ha der größte Badesee im Bayerischen Wald, mit Badebuchten, Tretbootverleih und einer 120 Meter langen Wasserrutsche.
Daran anschließend fließt er durch die Ortschaft Oberkappel, wo der Osterbach in die Ranna einmündet.
Unmittelbar nach Oberkappel beginnt der Rannastausee, im Volksmund das Mausloch genannt. Der See wurde 1954 durch die Errichtung der Rannatalsperre des Pumpspeicherkraftwerks Ranna angelegt und ist etwa 3,5 km lang. Außerdem ist er ein beliebtes Fischwasser. Rund um den See verläuft ein naturnah ausgebauter Wanderweg, mit sechs Kneippstationen im oberen Bereich. Im unteren Bereich wurde ein Fitnessparcours angelegt. Etwa in der Mitte verbindet der Konzingersteg die beiden Ufer.
Nach der Rannatalsperre bildet die Ranna eine tief eingefurchte Klamm, das Naturschutzgebiet Rannatal. Hoch über dem Rannatal liegt zunächst östlich das Schloss Altenhof, gefolgt von der Burgruine Falkenstein. Westlich des Rannatals zwischen Ranna und Donau folgt dann noch das Schloss Rannariedl.
Am Talausgang in der Nähe von Niederranna mündet die Ranna schließlich in die Donau.

## Zuflüsse und Seen

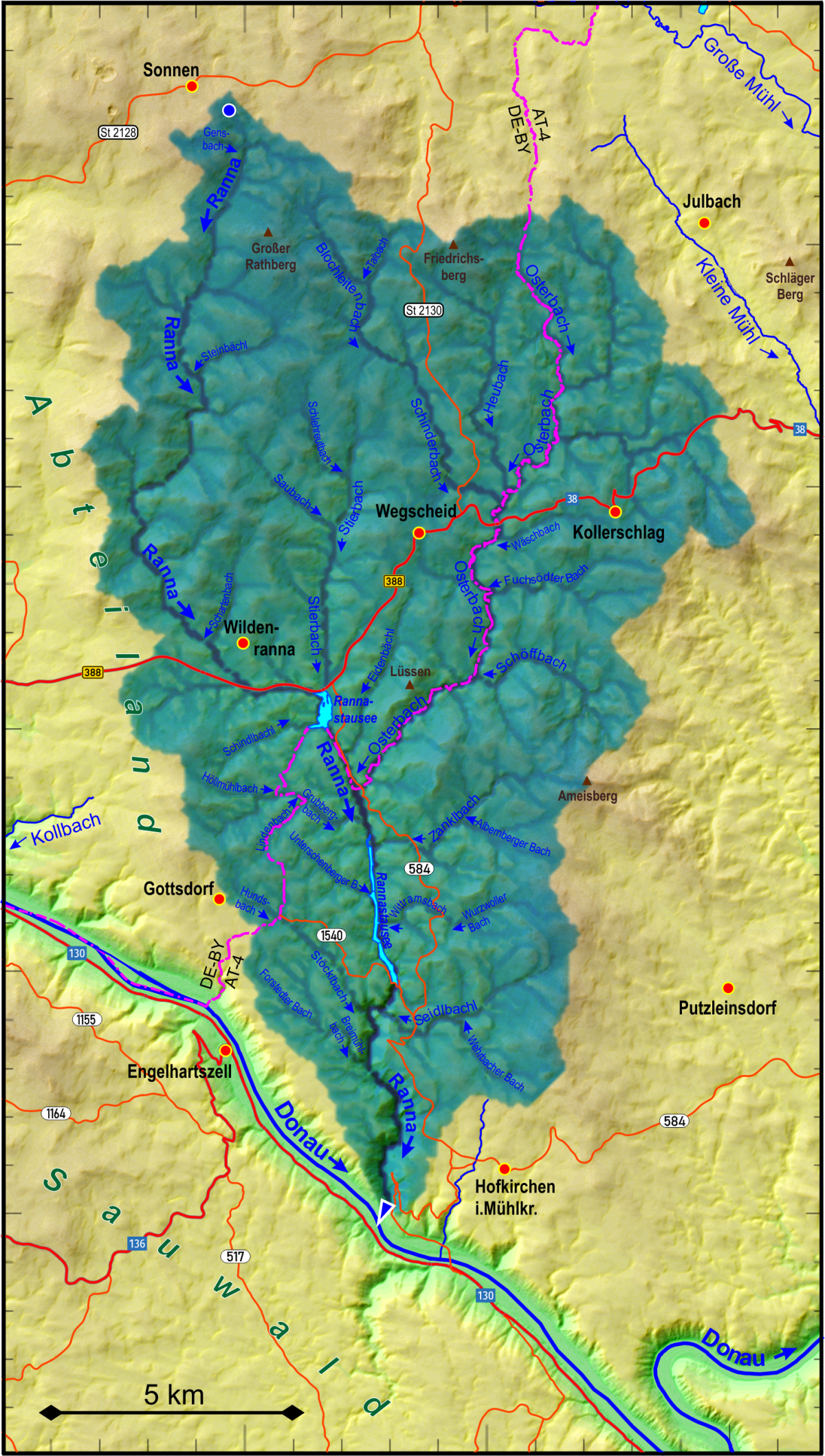
Einzugsgebiet der Ranna

Zuflüsse und Seen von der Quelle zur Mündung (Auswahl):
- Gensbach, von rechts nahe Sonnen-Rannaberg
- Steinbächl, von links nahe Wegscheid-Steinbachhäusl
- Schartenbach, von links vor Wegscheid-Wildenranna
- Durchfließt auf 512 m ü. NHN den Rannasee bei Wegscheid-Maierhof
- Stierbach, von links im Rannasee vor Maierhof, 7,7 km und 16,3 km².
- Schindlbächl, von rechts im Rannasee gegenüber Wegscheid-Raschmühl
- Schindlbach, von rechts im Rannasee gegenüber Raschmühl in dieselbe Seebucht wie der vorige
- Eidenbächl, von links nahe Wegscheid-Eidenberg
- Osterbach, von links bei Wegscheid-Kappel auf der bayerisch-oberösterreichischen Grenze, 20,4 km und 70,1 km².
- Grubbergbach, von rechts bei Oberkappel/Neustift im Mühlkreis-Grubberg
- Durchfließt danach den langgezogenen Rannastausee
- Zanklbachl, von links im Rannastausee nahe Pfarrkirchen im Mühlkreis-Grettenbach
- Unteraschenberger Bach, von rechts im Rannastausee bei Neustift-Unteraschenberg
- Willramsbach, von links bei Pfarrkirchen-Konzing
- Stöcklbach, von rechts nahe Neustift-Maisreith
- Breimühlbach, von rechts nahe Neustift-Steinlacken

## Naturschutzgebiet Rannatal
Der Bereich südlich des Stausees ist seit 2002 als Naturschutzgebiet Rannatal (n108 ⊙) mit 140,34 Hektar ausgewiesen, und – noch nicht landesrechtlich umgesetzt – als Natura-2000-Gebiet gleichen Namens (Fauna-Flora-Habitat-Richtlinie, FFH, AT3125000/nn25 ⊙) ∗, mit 228,00 Hektar. Das Naturschutzgebiet greift auch etwas in das große Europaschutzgebiet Oberes Donau- und Aschachtal (AT3122000/eu05_1) ein, das FFH-Gebiet erweitert dieses nach Norden.
Die Wälder und Felsstandorte des Rannatales beherbergen eine große Fülle auch weniger bekannter Tierarten, wie etwa die Smaragdeidechse, den Feuersalamander oder die Äskulapnatter. Durch die Unzugänglichkeit und das spezielle Klima im tiefen Kerbtal ist auch eine ungewöhnlich große Artenvielfalt an Moosen und Flechten anzutreffen. Im Rannatal befinden sich als weitere Besonderheit mehrere Blockhalden, die ebenfalls einen wichtigen Lebensraum darstellen.